# Быстрый (хутор, Морозовский район)
Бы́стрый — хутор в Морозовском районе Ростовской области.
Входит в состав Вознесенского сельского поселения.

## Население
| 2010 |
| ---- |
| 59   |

## Улицы
- ул. Быстрая,
- ул. Железнодорожная,
- ул. Нижняя.